# Жоффруа I дю Перш
Жоффруа I (Готфрид I; фр. Geoffroy Ier; убит в 1040 году в Шартре) — сеньор Монтань-о-Перша и Ножана-ле-Ротру, виконт Шатодёна (как Жоффруа II) с 1004 года.
Родился в 995 или 1000 году. Сын Фулькуа, сеньора де Мортань, и Мелисенды де Шатоден. Внук Ротру I — сеньора Ножана, основателя рода. Брат Гуго дю Перша, графа Гатинэ по правам жены.
Наследовал отцу в качестве графа Монтань-о-Перша и сеньора Ножана-ле-Ротру не позднее 1004 года. До совершеннолетия находился под опекой матери. В 1004 году её брат Гуго (ум. 1026), избранный архиепископом Тура, передал племяннику виконтство Шатоден.
Жоффруа I вёл феодальные войны с епископом Шартра Фульбертом, за что был отлучён от церкви. Чтобы получить прощение, в 1029 году построил в Шатодёне храм Сан-Сепюлькр.
Основал в Ножане аббатство Сен-Дени (1031 или 1032 год).
В 1040 году убит в Шартре восставшими жителями (на выходе из храма).
Жена (свадьба не позднее 1014 года) — Гельвиза (Елизавета) (ум. не ранее 1031), происхождение не выяснено, возможно — дочь Ренара де Бруа, сеньора де Питивье. Дети:
- Жоффруа, умер в молодом возрасте.
- Гуго I (умер в 1042/1044), виконт Шатодена, граф Мортаня и Ножана.
- Ротру II (умер 1 марта 1077/1080), виконт Шатодена, граф Мортаня и Ножана. Отец Жоффруа II — первого графа дю Перш.